# Eduard Robitschko
Eduard Robitschko (* 6. März 1915; † 20. September 1999) war ein österreichischer Bildhauer.

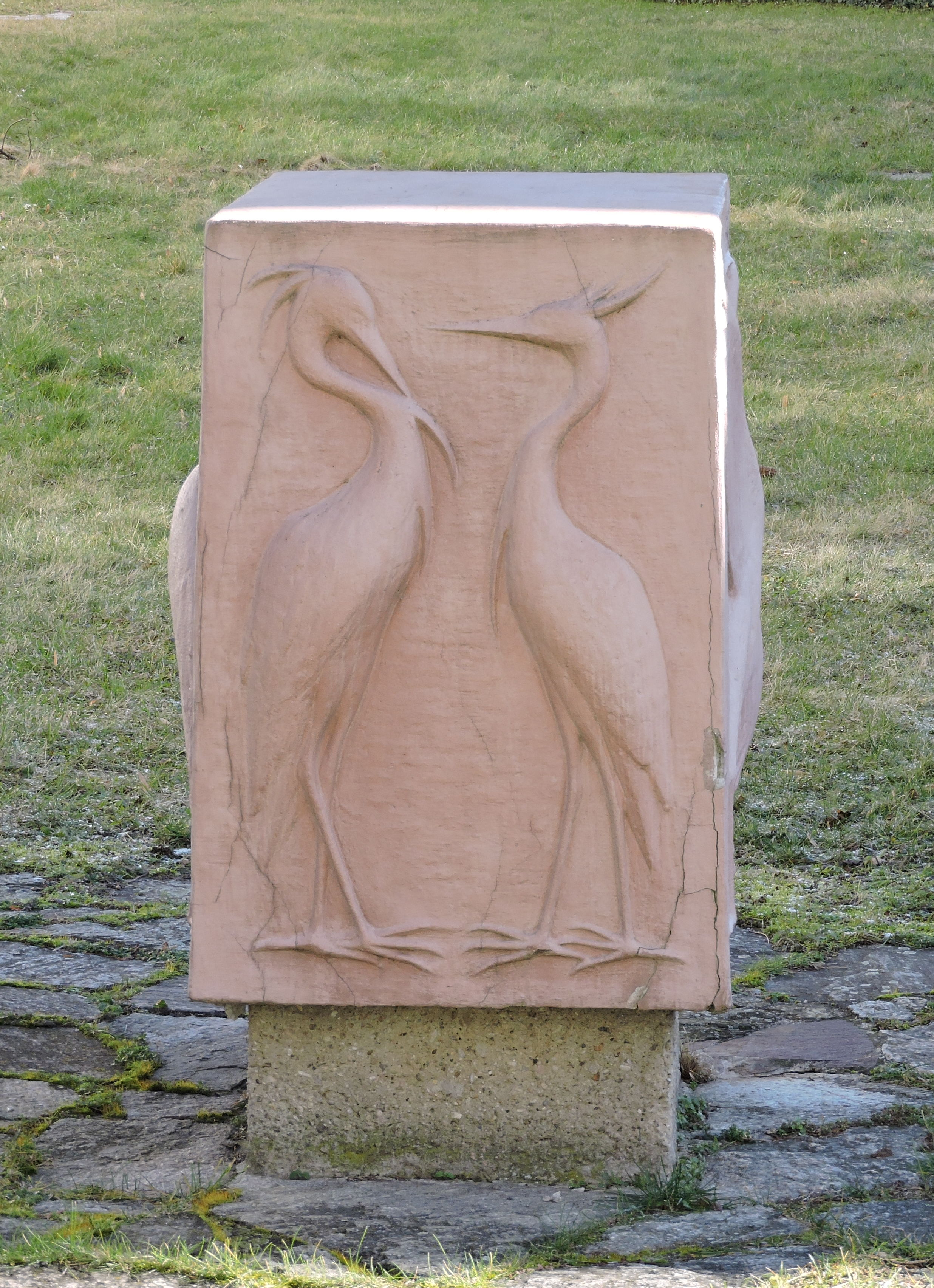
Kubus mit Wasservögel

Robitschko war ein Schüler von Fritz Wotruba und schuf unter anderem die denkmalgeschützten keramischen Wandreliefs Arbeit und Feiertag in der städtischen Wohnhausanlage Dürauergasse 9–13 in Wien-Hernals. Es handelt sich dabei um die früheste Arbeit in einem Gemeindebau zum Thema Freizeit und die einzige mit einer Gegenüberstellung zur Thema Arbeit. Die Tafel Arbeit zeigt männliche Arbeiter vor Gebäuden, die Tafel Feiertag einen musizierenden und einen Ball spielenden Mann sowie andere Freizeitmotive. Darunter befinden sich zwei nackte Frauen mit Kindern. Robitschko wurde nach seinem Tod am 13. Oktober 1999 auf dem Ober Sankt Veiter Friedhof (Gruppe H, Nr. 306) bestattet.

## Auszeichnungen
- Silberne Ehrenmedaille der Bundeshauptstadt Wien

## Werke

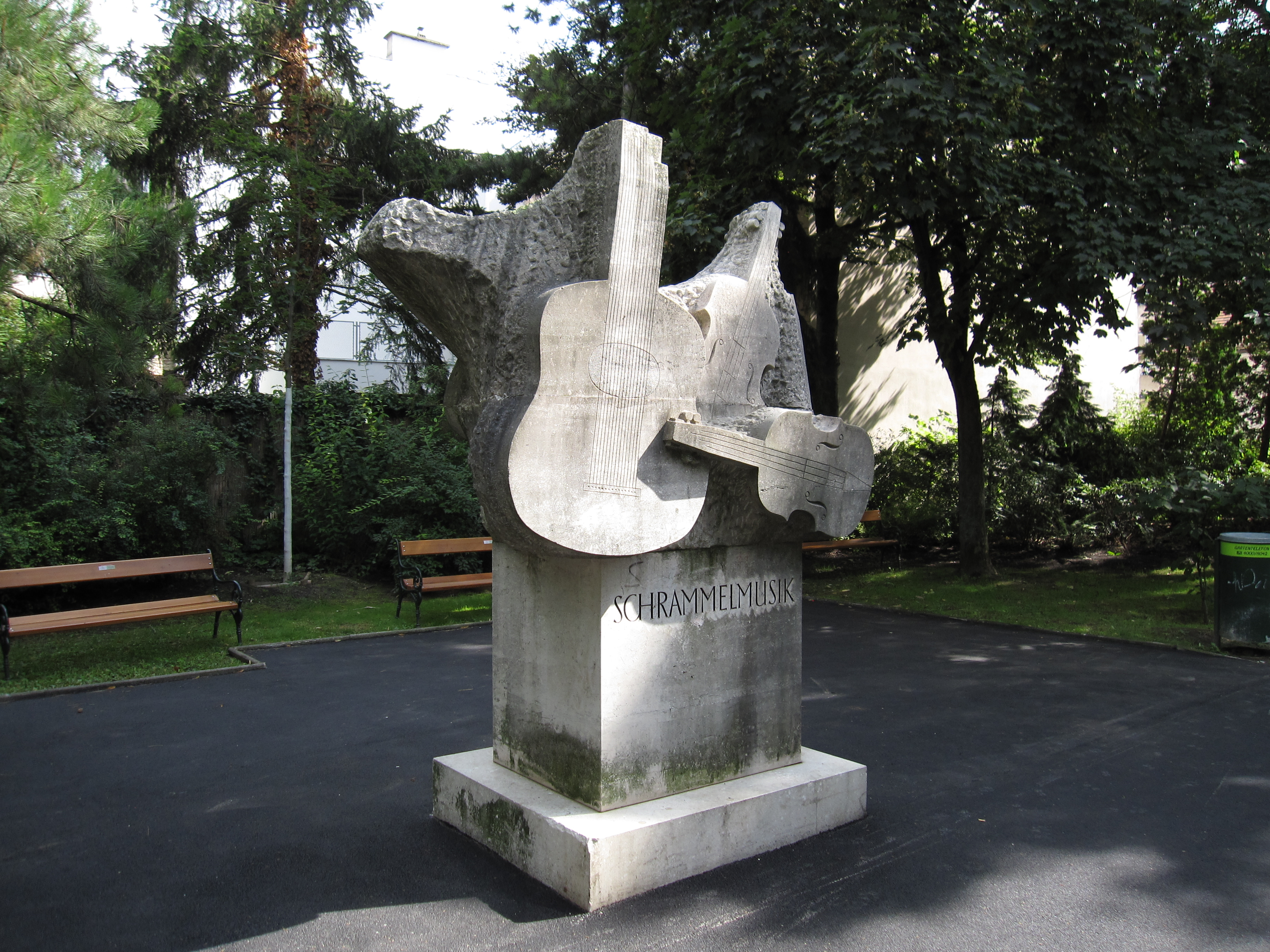
Schrammel-Denkmal

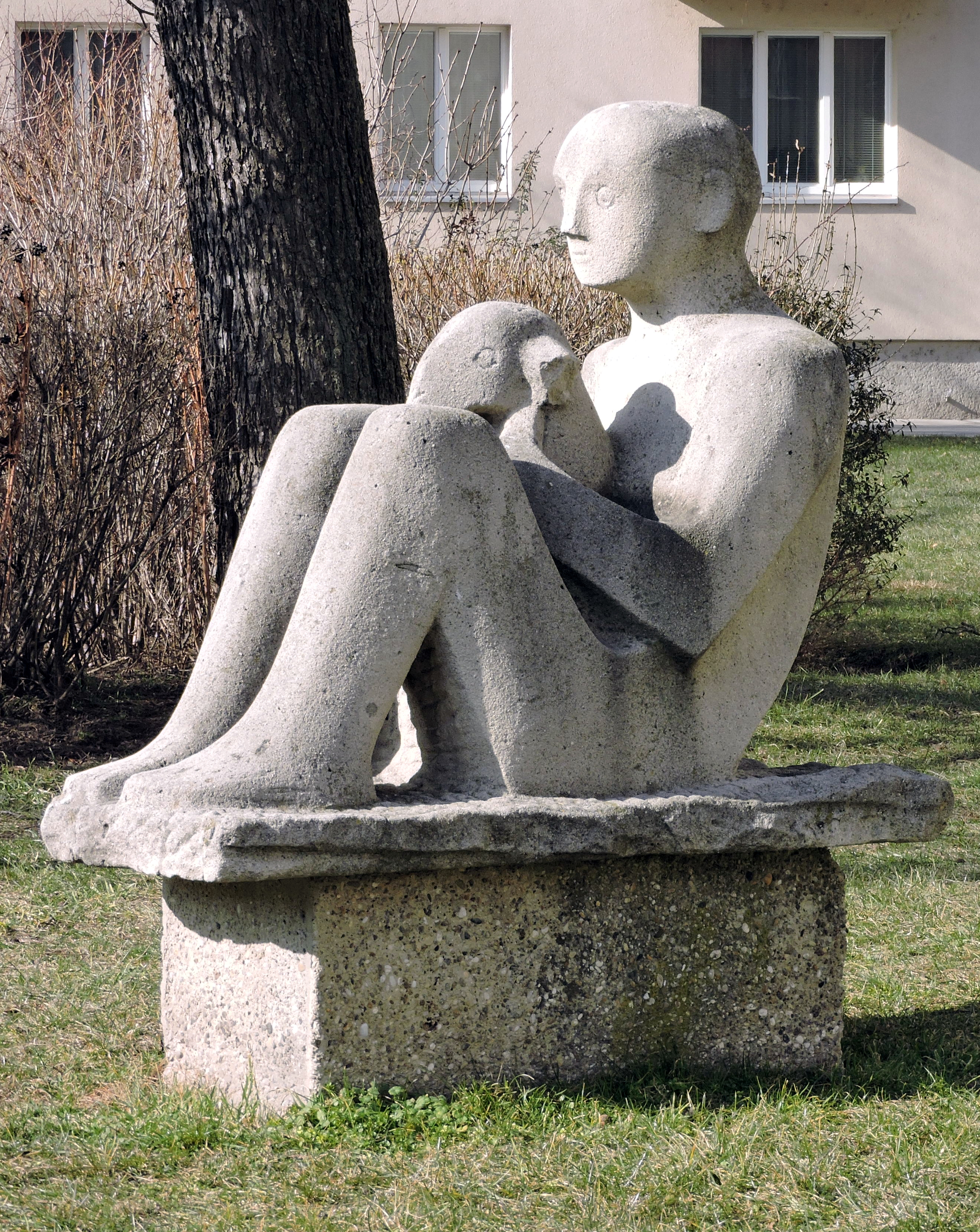
Knabe mit Tier

- Wandreliefs Arbeit und Feiertag, Wien-Hernals, Dürauergasse 9–13
- Abstrakte Eisenplastik, Wien-Meidling, Längenfeldgasse 13–15
- Gedenkstein, Wien-Leopoldstadt, Max-Winter-Platz
- Brunnenplastik, Wien-Landstraße, Markhofgasse/Verlängerte Barthgasse (1955)
- Bronzeplastik Vier Kinder mit Tier, Wien-Hütteldorf, Müller-Guttenbrunn-Straße 22–24 (1958–1959)
- Natursteinplastik Knabe mit Tier, Wien-Floridsdorf, Satzingerweg/Ostmarkgasse (1959)
- Natursteinplastik Stehende weibliche Figur, Wien-Favoriten, Alxingergasse 97–103 (1960)
- Kunststein-Kubus mit Darstellung Wasservögel, Wien-Floridsdorf, Dr.-Albert-Geßmann-Gasse (Höhe Nr. 13)
- Eisenskulptur (1963)
- Schrammel-Denkmal aus Untersberger Marmor, Wien-Hernals, Ecke Dornbacher Straße/Alszeile (1967)
- Marmorrelief Befreiung von der Türkenbelagerung 1683, Wien-Döbling, Krottenbachstraße 106 (1968)
- Natursteinrelief Märchenfiguren aus Tausendundeine Nacht, Wien-Favoriten, Alaudagasse 13 (1970)